# Alès
Alès är en stad och kommun i södra Frankrike. Den är en Sous-préfecture (arrondissementshuvudstad) i departementet Gard i regionen Occitanien. År 2022 hade Alès 45 025 invånare.
I Alès ligger katedralen Saint Jean och ligger inte långt från nationalparken i Cévennes.
Staden grundades av fenicier på 900-talet f. Kr. Under hugenottkrigen skadades staden svårt. Alès var 1830-1930 centrum för en omfattande stålindustri, främst för tillverkning av järnvägsräls, och omges av ett flertal, numera nedlagda kolgruvor. Kemisk industri, aluminiumverk och asfaltstillverkning dominerar dagens industri.
Laurent Blanc, fransk fd fotbollsspelare och -tränare, är uppvuxen i Alés.

## Externa länkar

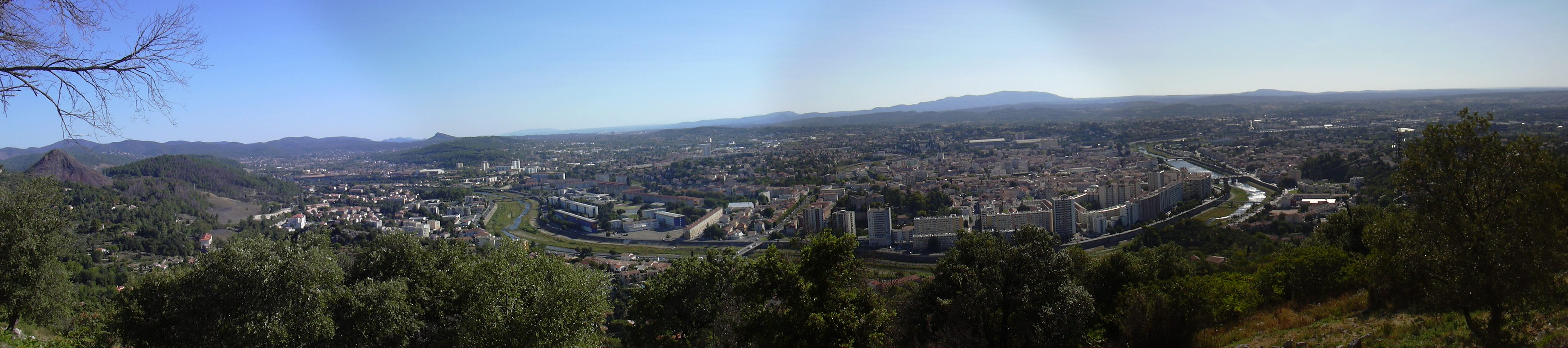
Panorama sur la ville depuis la colline de l'ermitage

## Befolkningsutveckling
Antalet invånare i kommunen Alès
Referens:INSEE